# Claudio Báez
Claudio Báez (Cidade do México, 23 de março de 1950 — Cuernavaca, 19 de novembro de 2017) foi um ator mexicano.

## Carreira

### Telenovelas
- Muchacha italiana viene a casarse (2014-2015) .... Máximo Ángeles
- La gata (2014) .... Ernesto Cantú
- Un refugio para el amor (2012) .... Sr. Lastra
- Soy tu dueña (2010) .... Oscar Ampudia[3]
- Locas de amor  (2009)
- Mi pecado (2009) .... Lic. Luciano Ordorica
- Al diablo con los guapos (2007) .... Francois
- Amor sin maquillaje (2007)
- Mundo de fieras (2006) .... Federico Velásquez
- Mujer de madera (2004) - Benjamín Gómez
- Bajo la misma piel (2003) - Lic. Ramón Gutiérrez
- ¡Vivan los niños! (2002-2003) - Evaristo Leal
- La intrusa (2001) - Alirio de Jesús Roldán
- Mujer bonita (2001) - Dr. Somoza
- Cuento de Navidad (1999) - Felipe Rocha
- Por tu amor (1999) - Luciano Higueras
- Nunca  te olvidaré (1999) - Comandante Patiño
- El privilegio de amar (1998-1999) - Cristóbal
- El secreto de Alejandra (1997) - Dr. Nuñez
- Tú y yo (1996) - Roberto Álvarez
- El premio mayor (1995-1996) - Sergio Domensain
- Dos mujeres, un camino (1993-1994) - Enrique Vidal
- Triángulo (1992) - Augusto
- Carrusel de las Américas (1992)
- La pícara soñadora (1991) - Jaime Pérez
- En carne propia (1990-1991) - Padre Gerardo Servet
- Simplemente María (1989-1990) - Gustavo del Villar
- Mi segunda madre (1989) - Gerardo
- Lo blanco y lo negro (1989)
- Rosa salvaje (1987-1988) - Lic. Federico Robles
- Martín Garatuza (1986) - Pedro de Mejía
- Vivir un poco (1985) - Armando Larrea
- Los años felices (1984) - Gabriel
- Guadalupe (1984)
- Cuando los hijos se van (1983) - Jorge

### Cinema
- Una estrella (1988)
- Contrato con la muerte (1985)
- Playa prohibida (1985) ... Sergio